# مانويل غويغارو
مانويل غويغارو (بالإسبانية: Manuel Guijarro)‏ هو منافس ألعاب قوى إسباني، ولد في 7 يوليو 1998 في البسيط في إسبانيا.

## وصلات خارجية
- مانويل غويغارو على موقع الاتحاد الدولي لألعاب القوى (الإنجليزية)
- مانويل غويغارو على موقع الاتحاد الأوروبي لألعاب القوى (الإنجليزية)